# Synchiropus rubrovinctus
Synchiropus rubrovinctus là một loài cá biển thuộc chi Cá đàn lia gai trong họ Cá đàn lia. Loài này được mô tả lần đầu tiên vào năm 1905.

## Phân bố và môi trường sống
S. rubrovinctus có phạm vi phân bố ở Tây và Bắc Thái Bình Dương. Loài này được biết đến tại bán đảo Izu (phía nam Nhật Bản), quần đảo Hawaii và New Caledonia. S. rubrovinctus sống trên đáy cát, được tìm thấy ở độ sâu khoảng từ 25 đến 130 m.

## Mô tả
Chiều dài tối đa được ghi nhận ở S. rubrovinctus là khoảng 2,4 cm. Chúng là loài dị hình giới tính. Lưng với bốn sọc màu đỏ tươi kéo dài gần đến đường giữa thân. Nửa dưới của thân có 4 đốm màu nâu đen; khoảng cách giữa các đốm có màu trắng xám. Một đốm đen nằm ở giữa phần đuôi dưới; 2 dải màu xanh lam nằm gần giữa vây. Vây hậu môn màu đen. Một đốm đen nhỏ ở gốc vây bụng. Nửa trên của đầu hơi đỏ; nửa phần dưới màu trắng. Gai đầu tiên của vây lưng thứ nhất vươn dài, gấp 2 lần vây lưng thứ hai.
Số gai ở vây lưng: 4; Số tia vây mềm ở vây lưng: 8 - 9; Số gai ở vây hậu môn: 0; Số tia vây mềm ở vây hậu môn: 7 - 8; Số tia vây mềm ở vây ngực: 17 - 19; Số gai ở vây bụng: 1; Số tia vây mềm ở vây bụng: 5.